# Musée du Sabot
Le musée du Sabot est un musée ethnographique situé à La Haye-de-Routot dans le département de l'Eure.
Il présente, dans une chaumière traditionnelle du Roumois, une collection de sabots de tous usages (des simples galoches aux bottes de cressonnier) et de toutes les régions ainsi que le savoir-faire du sabotier.